# Bagdadia
Bagdadia is een geslacht van vlinders van de familie tastermotten (Gelechiidae).

## Soorten
- B. irakella Amsel, 1949
- B. salicicolella (Kuznetsov, 1960)